# Trung Liệt miếu
Trung Liệt miếu, hay Võ miếu, ở Hà Nội là ngôi miếu thờ các nhân vật quân sự do các triều đại phong kiến Việt Nam xây dựng.

## Lịch sử
Trung Liệt miếu được xây vào năm 1685 (năm Chính Hòa thứ 6) tại nơi mà nay là phố Nguyễn Khuyến, gần Văn miếu. Miếu thờ các công thần nhà Lê, đầu tiên là Lê Lai. Hàng năm cứ đến ngày rằm tháng Giêng, vua lại ngự giá cùng bá quan văn võ đến miếu Trung Liệt tham bái tưởng niệm. 
Trong sử cũ “Khâm định Việt sử thông giám cương mục” ghi rõ: “Vị chính giữa thờ Võ Thành vương Thái công Vọng, còn từ Tôn Võ Tử, Quản Tử trở xuống 18 người  phối thờ ở hai bên đông vũ và tây vũ. Hưng Đạo đại vương Trần Quốc Tuấn được thờ theo vào Võ Miếu… Hàng năm, mùa xuân, mùa thu hai kỳ tế, đều dùng ngày mậu vào thượng tuần. Cấp cho mỗi miếu một ấp dân hộ, để cung phụng việc thờ tự”
Từ thế kỷ 19, miếu được di dời tới gò Đống Đa, và thờ các vị quan nhà Nguyễn đã hy sinh trong chiến đấu, như Nguyễn Tri Phương cùng người con trai là Nguyễn Lâm, Hoàng Diệu, Trương Quốc Dụng, Đoàn Thọ, Nguyễn Cao.
Đến năm 1946, bài vị của vua Quang Trung (Nguyễn Huệ) được đưa vào thờ ở Trung Liệt miếu.

## Phế tích
Hiện nay, chính điện ngôi miếu không còn. Chỉ còn cổng miếu và cầu thang dẫn lên. Trên đỉnh gò Đống Đa còn nhiều hàng gạch vuông vốn là nền miếu.